# Ranunculus occidentalis
Ranunculus occidentalis är en ranunkelväxtart som beskrevs av Thomas Nuttall. Ranunculus occidentalis ingår i släktet ranunkler, och familjen ranunkelväxter.

## Underarter
Arten delas in i följande underarter:
- R. o. brevistylis
- R. o. hexasepalus
- R. o. nelsonii

## Bildgalleri

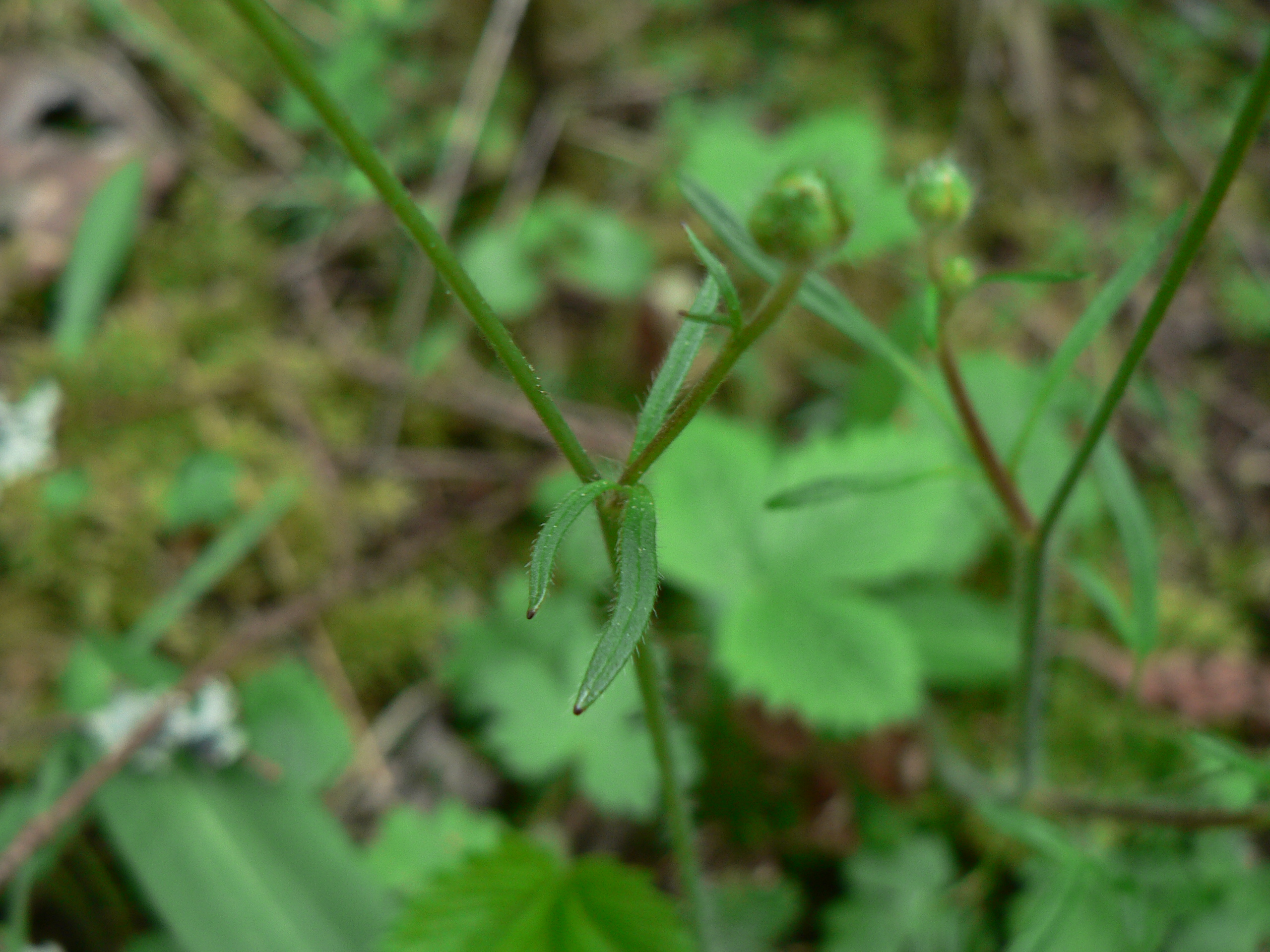
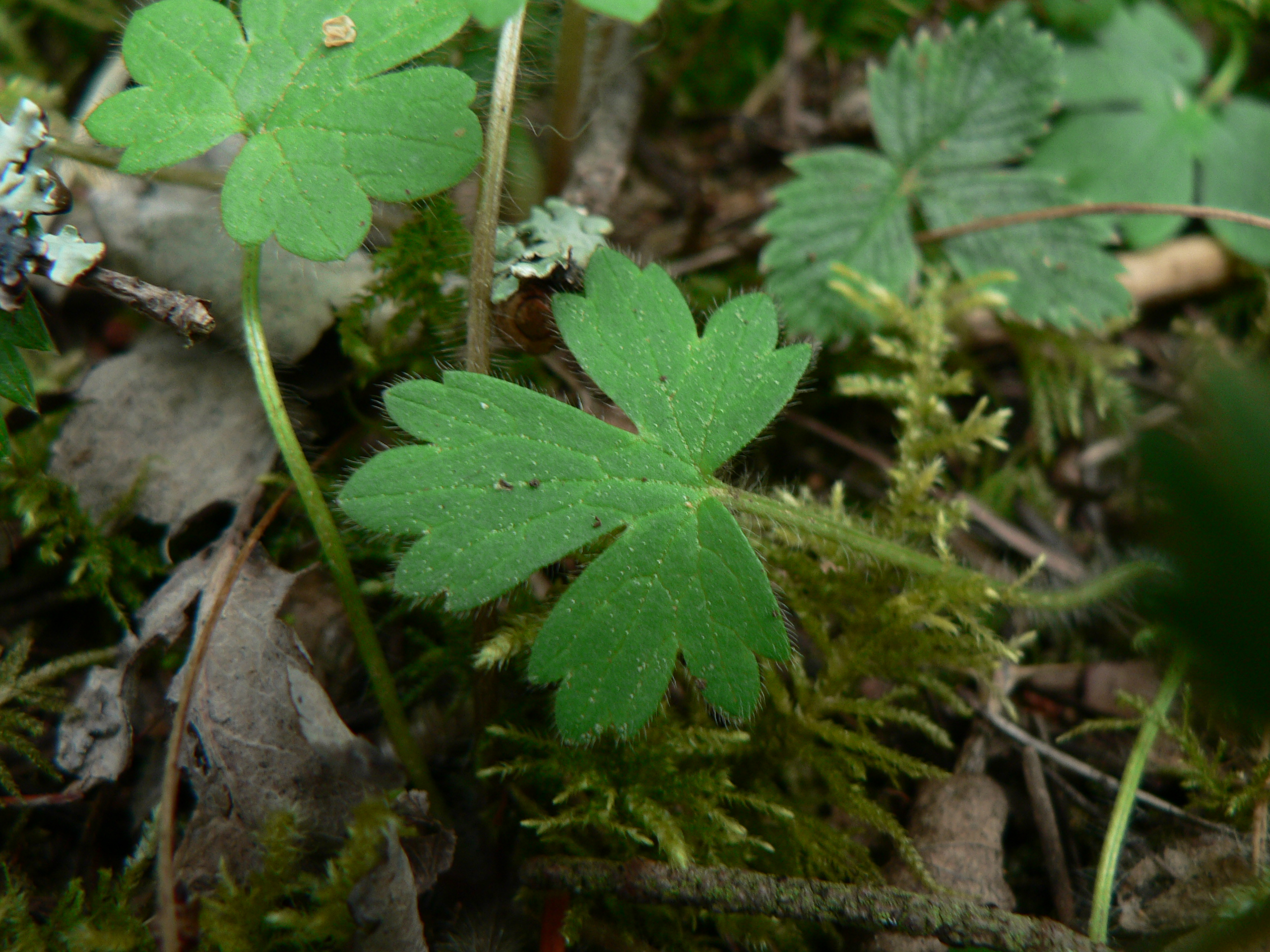
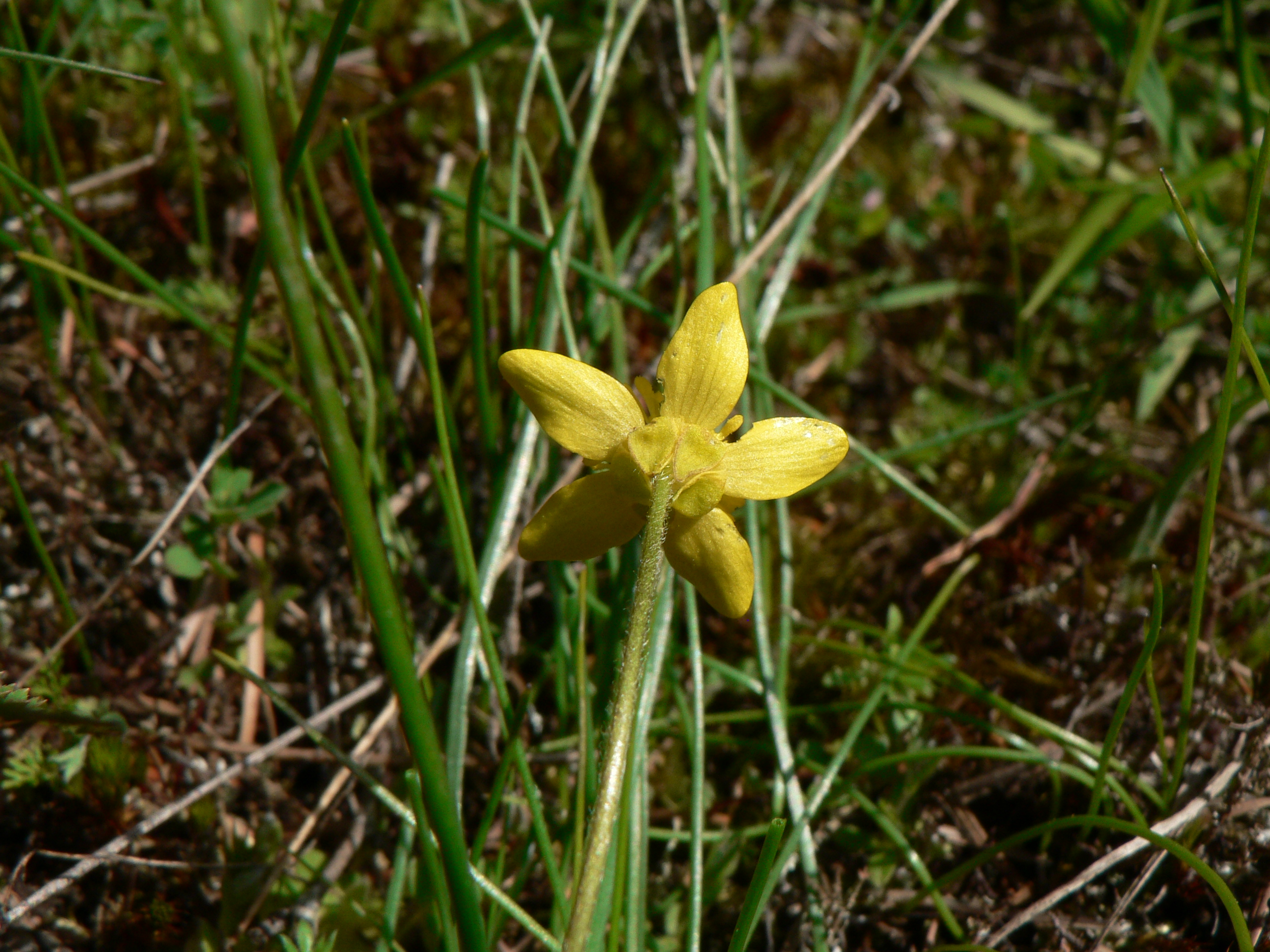
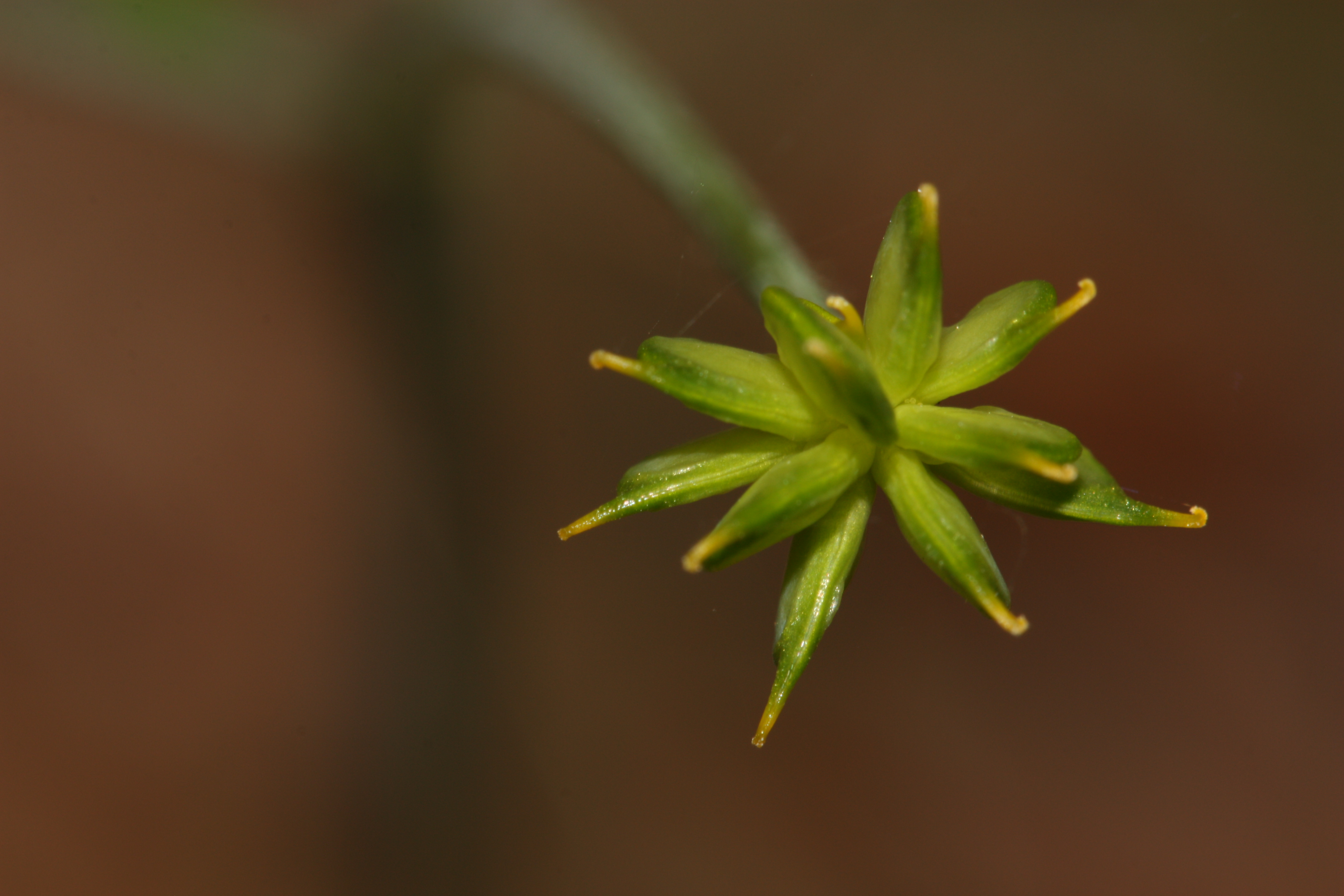
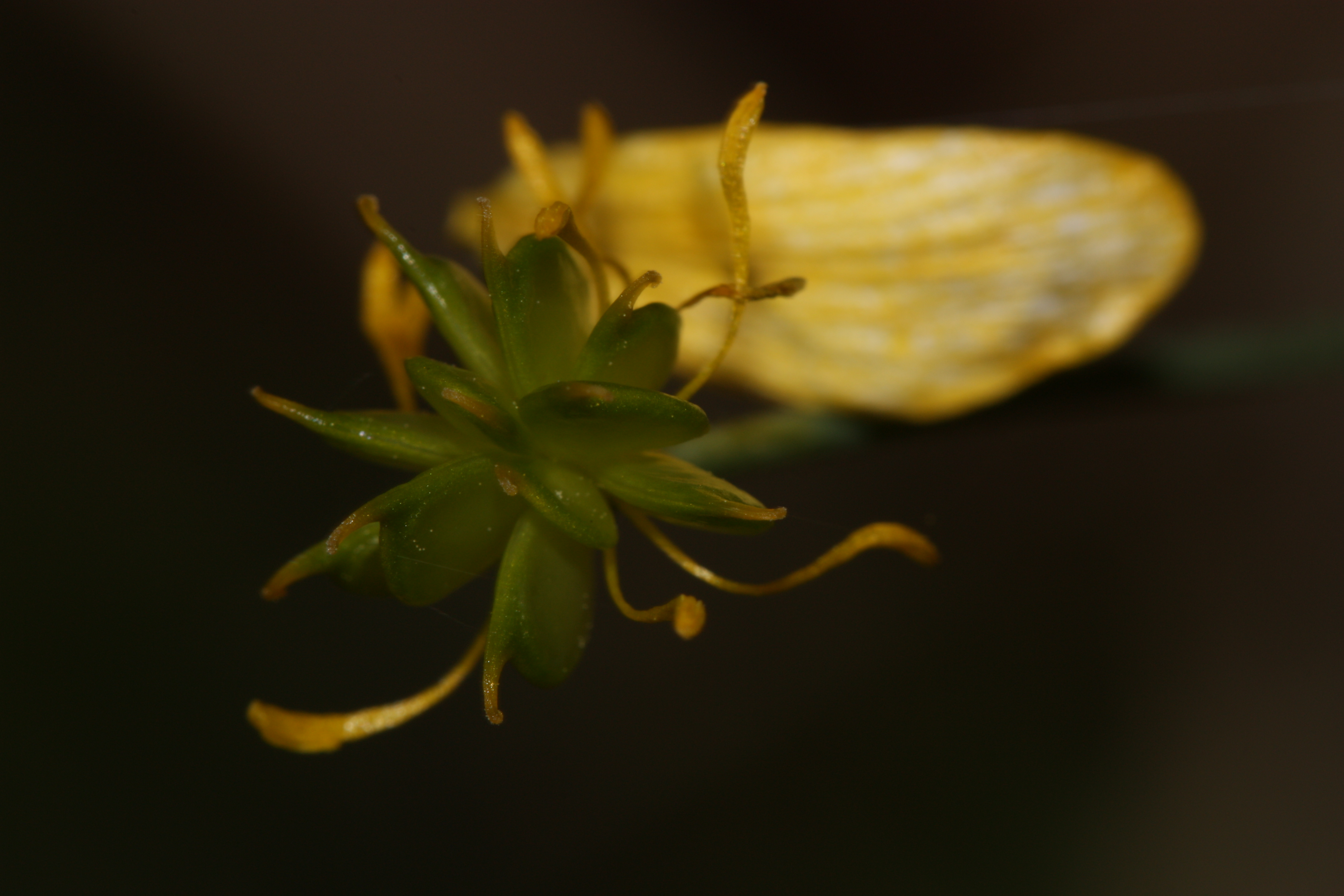